# 卡奥尔区
卡奥尔区（法語：arrondissement de Cahors）是法国洛特省所辖的一个区。总面积1860.9平方公里，总人口72848，人口密度39人/平方公里（2018年）。主要城镇为卡奥尔。

## 辖区
卡奥尔区辖有98个市镇。